# Jiří Vojtík
Jiří Vojtík (* 2. července 1981 Praha, Československo) je bývalý český atlet, který se specializoval na sprinterské tratě. Závodil za PSK Olymp Praha.
Jeho hlavní disciplínou byl běh na 200 metrů. Dne 7. června 2008 zaběhl na této trati při druhém kole atletické extraligy družstev v Praze na Julisce nový český rekord, jehož hodnota byla 20,60 s. 8. září 2012 v Táboře český rekord o jednu setinu vylepšil Pavel Maslák. V roce 2003 vybojoval bronzovou medaili na světové letní univerziádě v jihokorejském Tegu. Dvakrát reprezentoval na Letních olympijských hrách (Athény 2004, Peking 2008). V obou případech se mu však nepodařilo projít z úvodních rozběhů.
Aktivní atletickou kariéru ukončil po letní sezóně v roce 2012.

## Osobní rekordy
Hala
- 60 m – 6,87 s – 17. ledna 2006, Praha
- 200 m – 20,93 s – 5. března 2005, Madrid

Dráha
- 100 m – 10,34 s – 22. května 2004, Kladno
- 200 m – 20,60 s – 7. června 2008, Praha